# Subproducte

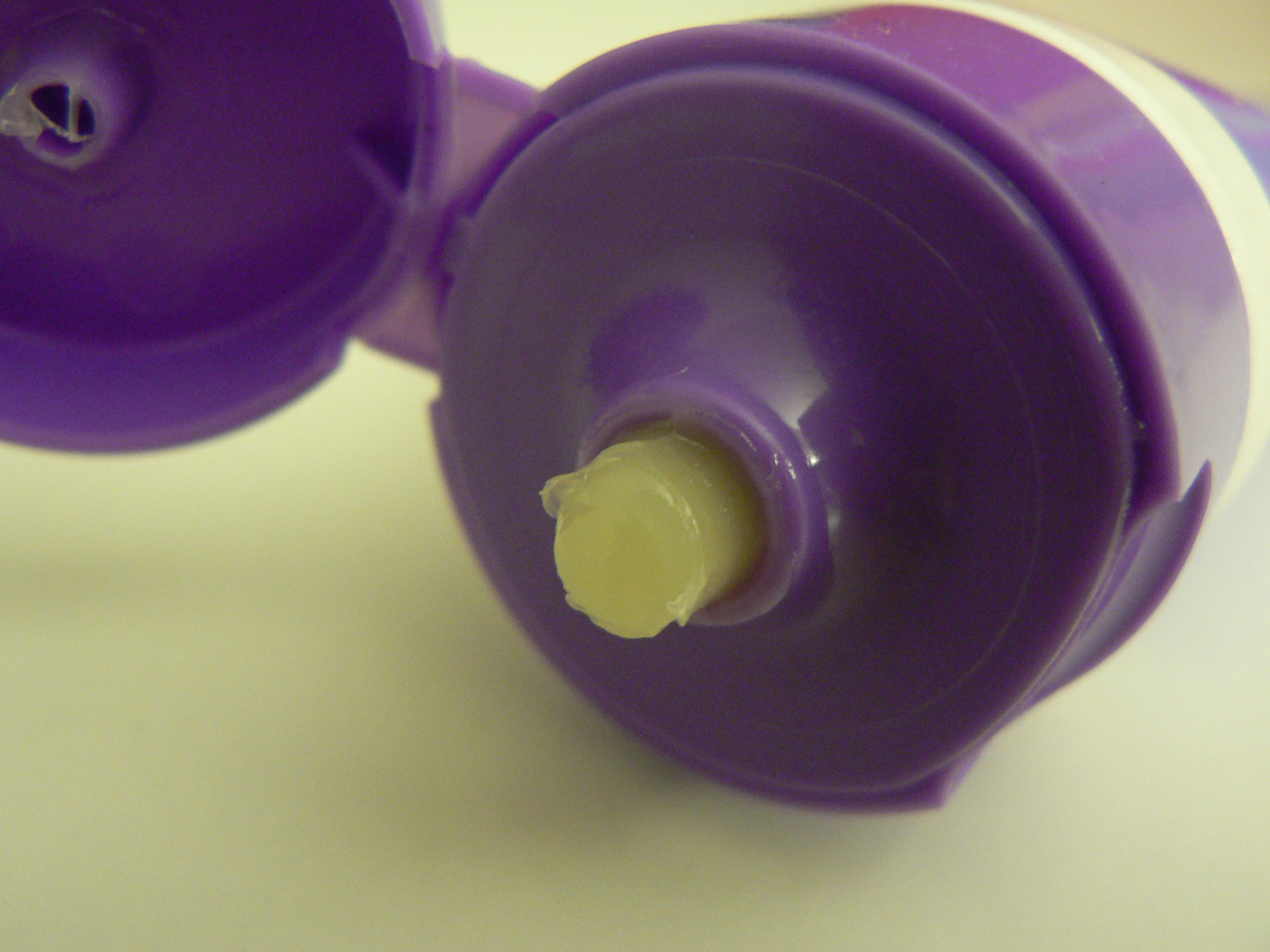
La lanolina és un subproducte de la neteja de la llana

Un subproducte és un producte secundari o accidental derivat d'un procés industrial, una reacció química o una via bioquímica, que no és pas el producte primari o el servei que es vol obtenir. Un subproducte pot ser útil i amb valor econòmic o pot ser considerat un residu a eliminar amb un cost afegit.

## Exemples d'alguns subproductes

### Agrícoles
- Fems en la ramaderia animal.
- Sang dessecada (utilitzada com adob) en escorxadors.
- Brisa de raïm en l'elaboració de vi i cava.
- Morca i oliasses en l'elaboració d'oli d'oliva.
- Melassa residu sec en la producció de sucre de remolatxa o canya de sucre
- Turtó (residu sec premsat) en l'elaboració d'olis de llavors gira-sol, colza, soia, etc.
- plomes del sacrifici d'aviram.
- Lanolina - de la neteja de la llana
- xerigot - de la manufactura del formatge.

### Minerals i petroquímics
- asfalt - de la refinació del petroli cru.
- algeps- guix - de la desulfurització del gas
- oli mineral - de la refinació del petroli per fer-ne gasolina
- sal - de la dessalinització
- Molibdè - de l'extracció del coure